# Ho Chi Minh-stadens medborgaruniversitet
Ho Chi Minh-stadens medborgaruniversitet är ett universitet i Ho Chi Minh-staden, den största staden i Vietnam. Det är ett av de två största universiteten i Vietnam (det andra är Hanois medborgaruniversitet). Detta universitet etablerades 1995, genom att inkorporera flera universitet och högskolor i Ho Chi Minh-staden. Universitetet har 35 000 studenter. Utbildningsprogrammen inkluderar hundratals ämnen: teknologi, nationalekonomi, sociala vetenskaper, humaniora, informationsteknik. Universitetet innehåller fem universitet.